# Billete de cinco leus rumanos
El Billete de cinco leus rumano es el segundo billete de menor denominación de Rumanía. Mide 127 x 67 mm, las mismas medidas que el billete de diez euros. El billete actual se comenzó a emitir en 2005. Los colores utilizado en este son el morado y el azul principalmente. 
El billete ofrece en el anverso una imagen del compositor y violinista George Enescu, el escudo de armas de Rumanía en las partes superior de la izquierda y en el centro un clavel, notas musicales y un violín. En el reverso se muestra el Ateneo Rumano, sede de Orquesta filarmónica George Enescu, superior a este, un fragmento de la partitura de la ópera Edipo de Enescu, así como un piano.
Entre las medidas de seguridad se puede destacar la existencia de una marca de agua, un hilo de seguridad, ventana transparente, microimpresión, impresiones en luz ultravioleta y la Constelación de EURión. El material utilizado en su emisión es el polímero.

## Historia
En el pasado, esta denominación también fue utilizada en forma de moneda, entre 1978 y 2004. Anteriormente también fue utilizado como un billete.

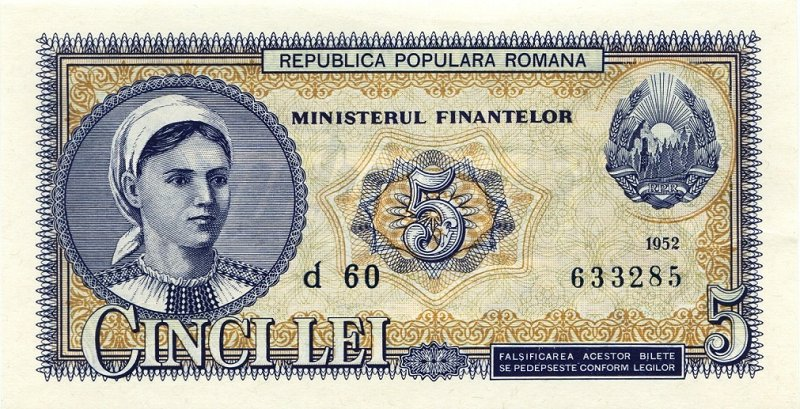
Anverso del billete rumano de 5 lei (1952)